# 2月27日
2月27日（にがつにじゅうしちにち）は、グレゴリオ暦で年始から58日目にあたり、年末まであと307日（閏年では308日）ある。

## できごと
- 1593年（文禄2年/万暦21年1月26日） - 碧蹄館の戦い
- 1594年 - フランス王アンリ4世が戴冠。
- 1700年 - ウィリアム・ダンピアがニューブリテン島にヨーロッパ人で初めて到達。
- 1814年 - ベートーヴェンの交響曲第8番が初演[1]。
- 1844年 - ドミニカ共和国がハイチから独立。
- 1868年 - ベンジャミン・ディズレーリがイギリスの40代首相に就任。
- 1870年（明治3年1月27日） - 太政官が「蒸気郵船規則」と「商船規則」を布告。日本の商船は日章旗を掲揚することとし、その規格を定める。
- 1875年 - 日本初の近代的植物園小石川植物園が開園。
- 1876年（高宗13年2月3日） - 日本と李氏朝鮮が日朝修好条規に調印。
- 1879年 - コンスタンチン・ファールバーグがサッカリンを合成。
- 1890年 - 東京浅草三軒町から出火した火災で、1469戸、4万2332平方キロｍが焼失。1人が死亡し、消防組員7人が負傷した[2]。
- 1900年 - イギリスで3政党と65労組が参加し、労働党の前身となる労働代表委員会を結成。
- 1900年 - ブンデスリーガのFCバイエルン・ミュンヘン創設。
- 1920年 - ドイツでロベルト・ヴィーネ監督の映画『カリガリ博士』が公開。
- 1921年 - 第二半インターナショナル（ウィーン・インターナショナル）創設。
- 1933年 - ドイツ国会議事堂放火事件が発生。
- 1936年 - 二・二六事件で東京市に戒厳令発令。
- 1939年 - イギリス・フランスがスペインのフランコ政権を承認。
- 1942年 - 第二次世界大戦・南方作戦: スラバヤ沖海戦。日本海軍が連合軍艦隊に勝利する。
- 1949年 - 国宝の松山城の一部が放火により焼失。
- 1951年 - アメリカ合衆国憲法修正第22条の批准が成立。
- 1955年 - 第27回衆議院議員総選挙。NHKテレビが総選挙では初の開票速報を放送。
- 1964年 - 富士航空機墜落事故。
- 1966年 - 春闘共闘委員会主催による第1回物価メーデー開催。
- 1966年 - 日本大学理工学部が制作した人力飛行機「リネットI」が日本初となる人力飛行に成功。
- 1972年 - ニクソン大統領の中国訪問: リチャード・ニクソン米大統領が国交正常化の共同声明（上海コミュニケ）を発表。中華人民共和国を事実上承認。
- 1973年 - 大韓民国（第四共和国時代）で、第9代総選挙が行なわれる。
- 1975年 - 日本共産党の機関紙「赤旗」にて4コマ漫画『まんまる団地』（オダシゲ作）が連載開始。
- 1976年 - 旧スペイン領サハラでポリサリオ戦線が「サハラ・アラブ民主共和国」として独立を宣言。
- 1980年 - 在コロンビア ドミニカ共和国大使館占拠事件。
- 1984年 - 陸上自衛隊の山口駐屯地で訓練自衛官小銃乱射事件が発生、1名死亡4名負傷。
- 1984年 - 海上自衛隊のPS-1飛行艇が訓練飛行中に墜落、12名死亡。
- 1985年 - 田中角栄元首相が脳梗塞で入院。事実上政界から引退。
- 1988年 - 名古屋アベック殺人事件: 同月23日に大高緑地（愛知県名古屋市緑区）に壊れた車を残して消息を絶っていたアベックが、襲撃犯として逮捕された不良少年たちの自供により、三重県阿山郡大山田村（現：伊賀市）の山中から他殺体として発見される[3]。
- 1996年 - 任天堂が、ポケットモンスターシリーズの第1作となるゲームボーイ向けゲームソフト『ポケットモンスター 赤・緑』を発売。
- 2005年 - 東北新幹線の八甲田トンネルが貫通。
- 2010年 - チリ地震が発生。チリでは1960年に発生したM9.5の地震以降の最大の地震[4]。
- 2012年 - 日本唯一のDRAMメーカー、エルピーダメモリが会社更生法の適用を申請[5]。
- 2019年 - 2019年2月米朝首脳会談第一日目。ドナルド・トランプと金正恩による一対一の首脳会談と双方の閣僚が参加した夕食会が開催された。
- 2019年 - ネパール・タプレジュン郡でヘリコプターが墜落し、ラビンドラ・アディカリ観光相を含む乗員7名全員が死亡した[6]。
- 2022年 - ベラルーシで憲法改正に関する国民投票が実施される。「核兵器を持たず中立を保つ」という現行憲法の条項を削除する内容で、賛成多数で承認された[7]。
- 2023年 - 英国のEU離脱を巡り争点となってきた英領北アイルランドの物流規則について、英国とEUは離脱協定を一部見直し、北アイルランドでの物流・関税規則を緩和する「ウィンザー枠組み」を合意した[8]。

## 誕生日

### 人物

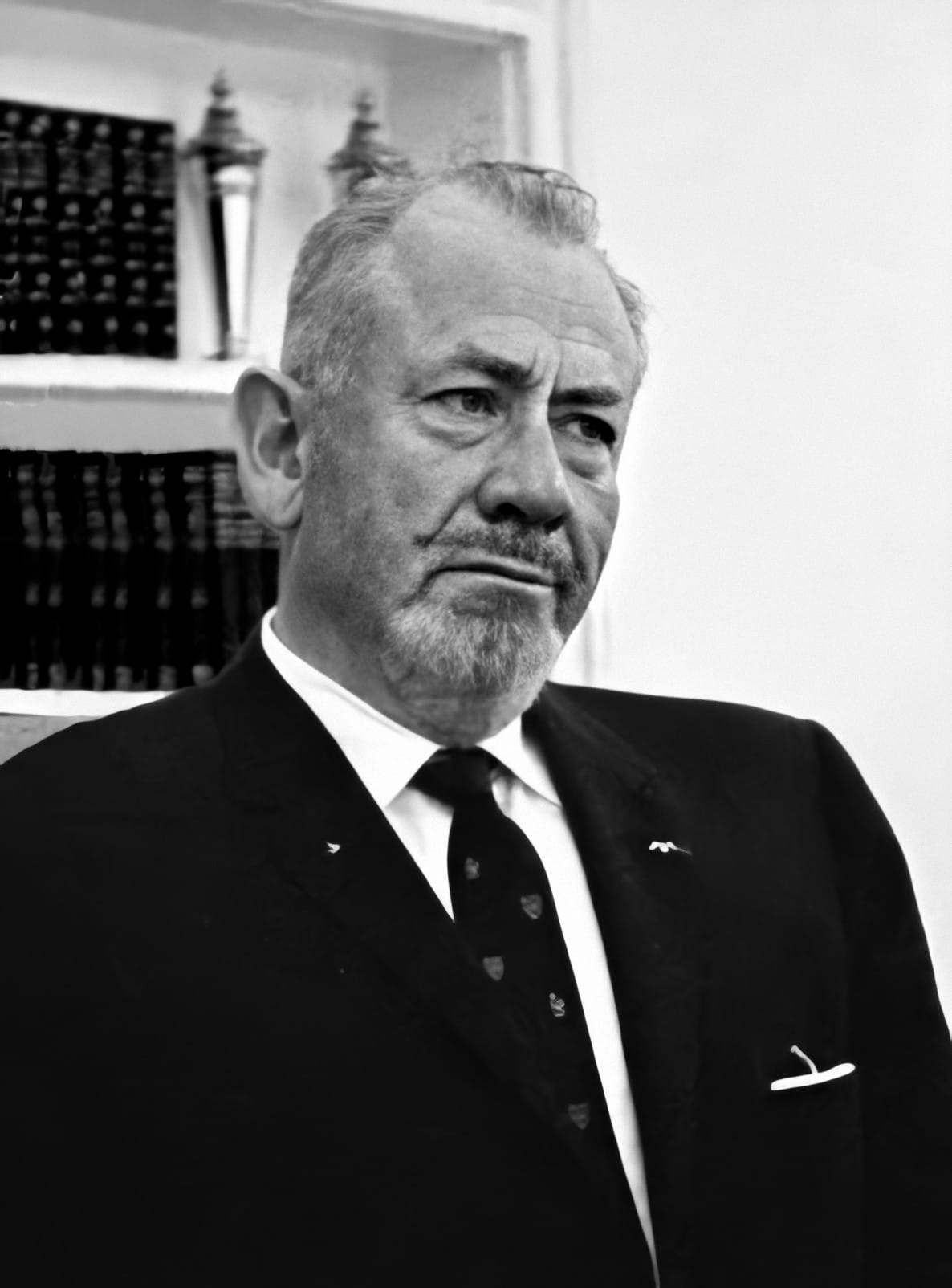
アメリカの作家ジョン・スタインベック(1902-1968)誕生。代表作『怒りの葡萄』

- 1807年 - ヘンリー・ワズワース・ロングフェロー、詩人（+ 1882年）
- 1828年（文政11年1月13日） - 狩野芳崖、日本画家（+ 1888年）
- 1846年 - フランツ・メーリング、社会主義者、歴史家（+ 1919年）
- 1848年 - チャールズ・ヒューバート・パリー、作曲家（+ 1918年）
- 1848年 - エレン・テリー、女優（+ 1928年）
- 1861年 - ルドルフ・シュタイナー、思想家（+ 1925年）
- 1863年 - ジョージ・ハーバート・ミード、社会心理学者（+ 1931年）
- 1867年 - ヴィルヘルム・ペッテション＝ベリエル、作曲家（+ 1942年）
- 1867年 - アーヴィング・フィッシャー、経済学者（+ 1947年）
- 1879年 - 丸山弁三郎、教育者、政治家、元長野市長（+ 1879年）
- 1881年 - ライツェン・エヒベルトゥス・ヤン・ブラウワー、数学者（+ 1966年）
- 1886年 - 上田碩三、ジャーナリスト、実業家、元電通社長（+ 1919年）
- 1888年 - ロッテ・レーマン、ソプラノ歌手（+ 1976年）
- 1892年 - 佐伯達夫、元野球選手、日本高等学校野球連盟初代会長（+ 1980年）
- 1895年 - 宮城山福松、元大相撲力士、第29代横綱（+ 1943年）
- 1897年 - ベルナール・リヨ、天文学者（+ 1952年）
- 1899年 - 森岩雄、映画プロデューサー、脚本家（+ 1979年）
- 1900年 - 西谷啓治、哲学者（+ 1990年）
- 1901年 - マリノ・マリーニ、画家、彫刻家、版画家（+ 1980年）
- 1901年 - 岡田光玉、崇教真光の教祖（+ 1974年）
- 1902年 - ジョン・スタインベック、小説家（+ 1968年）
- 1902年 - ルシオ・コスタ、建築家（+ 1998年）
- 1902年 - 西川貞一、ジャーナリスト、政治家（+ 1991年）
- 1904年 - アンドレ・ルデュック、自転車競技選手（+ 1980年）
- 1904年 - 杉捷夫、フランス文学者（+ 1990年）
- 1907年 - 橋本宇太郎、囲碁棋士（+ 1994年）
- 1908年 - 長谷川一夫、俳優（+ 1984年）
- 1910年 - ジョーン・ベネット、女優（+ 1990年）
- 1910年 - 久野忠治、政治家（+ 1998年）
- 1912年 - ロレンス・ダレル、小説家（+ 1990年）
- 1913年 - ポール・リクール、哲学者（+ 2005年）
- 1917年 - 朝吹登水子、フランス文学者、随筆家（+ 2005年）
- 1919年 - 山根有三、美術史学者、東京大学名誉教授、群馬県立女子大学名誉教授（+ 2001年）
- 1920年 - 三村秀子、女優（+ 没年不詳）
- 1920年 - 石井豊、プロ野球選手（+ 没年不詳）
- 1920年 - 栗栖弘臣、陸上自衛官、第10代統合幕僚会議議長（+ 2004年）
- 1920年 - ジュリアン・ジェインズ、心理学者（+ 1997年）
- 1922年 - 川島廣守、警察官僚、日本野球機構第10代コミッショナー（+ 2012年）
- 1923年 - デクスター・ゴードン、ジャズサックス奏者（+ 1990年）
- 1924年 - 小口大八、和太鼓奏者（+ 2008年）
- 1925年 - 豊田章一郎、トヨタ自動車名誉会長（+ 2023年）
- 1925年 - 渋沢雅英、元軍人
- 1926年 - 塩田晋、政治家（+ 2005年）
- 1926年 - デイヴィッド・ヒューベル、神経生理学者（+ 2013年）
- 1926年 - 鏑木創、作曲家（+ 2014年）
- 1929年 - 富塚三夫、労働運動家、政治家（+ 2016年）
- 1929年 - ジャウマ・サントス、サッカー選手（+ 2013年）
- 1930年 - ジョアン・ウッドワード、女優
- 1931年 - 村上泰亮、経済学者、評論家（+ 1993年）
- 1931年 - 白石かずこ、詩人（+ 2024年）
- 1932年 - エリザベス・テイラー、女優（+ 2011年）
- 1933年 - 宮内婦貴子、脚本家（+ 2010年）
- 1933年 - 山川静夫、アナウンサー、歌舞伎評論家
- 1934年 - 西尾慈高、元プロ野球選手（+ 2017年）
- 1934年 - ラルフ・ネーダー、弁護士、社会運動家
- 1935年 - ミレッラ・フレーニ、ソプラノ歌手（+ 2020年）
- 1936年 - 夏木陽介、俳優（+ 2018年）
- 1937年 - 江戸京子、ピアニスト（+ 2024年）
- 1939年 - 高田賢三、デザイナー（+ 2020年）
- 1940年 - 林紀子、政治家（+ 2022年）
- 1942年 - ロバート・グラブス、化学者（+ 2021年）
- 1946年 - 坪井新三郎、元プロ野球選手
- 1946年 - 大楠道代、女優
- 1947年 - 杉本康雄、元みちのく銀行頭取
- 1947年 - 水沼四郎、元プロ野球選手
- 1947年 - ギドン・クレーメル、ヴァイオリニスト
- 1947年 - アラン・グース、物理学者
- 1949年 - 榊原まさとし、歌手（ダ・カーポ）
- 1950年 - 九条亜希子、女優
- 1950年 - 成瀬正孝、俳優
- 1950年 - 三宅茂樹、政治家
- 1952年 - グッチ裕三、タレント
- 1954年 - ニール・ショーン、ギタリスト（ジャーニー）
- 1955年 - 竹内義和、作家
- 1955年 - 池田弘、元プロ野球選手
- 1956年 - 新沼謙治、歌手
- 1957年 - エイドリアン・スミス、ミュージシャン（アイアン・メイデン）
- 1957年 - ティモシー・スポール、俳優
- 1958年 - 中村うさぎ、作家
- 1959年 - 神保彰、ドラマー
- 1959年 - ケニー野村、元プロ野球選手
- 1959年 - 田中幸雄、元プロ野球選手
- 1959年 - 下村彰宏、俳優
- 1960年 - 青木康直、アニメ監督
- 1960年 - 山下芳生、政治家
- 1960年 - 山田真美、作家
- 1961年 - 徳永英明、シンガーソングライター
- 1961年 - 遥洋子、タレント、作家、フェミニスト
- 1961年 - ジェームズ・ウォージー、バスケットボール選手
- 1962年 - 藤野千夜、作家
- 1962年 - アダム・ボールドウィン、俳優
- 1963年 - かつみ♥、漫才師（かつみ♥さゆり）
- 1963年 - 山像かおり、女優、声優
- 1963年 - 石坂智子、元歌手
- 1964年 - 小林透、ベーシスト
- 1965年 - 菅野宏紀、キャラクターデザイナー
- 1965年 - フランク・ペーター・ツィンマーマン、ヴァイオリニスト
- 1965年 - 西村啓太郎、インダストリアルデザイナー、エアロダイナミスト、レーシングカー・デザイナー
- 1966年 - よしもときんじ、アニメーション演出家（+ 2021年）
- 1966年 - 宮田佳代子、ニュースキャスター
- 1967年 - スコット・サービス、元プロ野球選手
- 1968年 - マット・ステアーズ、元プロ野球選手
- 1969年 - 田畑一也、元プロ野球選手
- 1969年 - 富田靖子、女優
- 1969年 - 南ひろこ、漫画家
- 1970年 - 稲森謙太郎、科学技術ジャーナリスト
- 1970年 - ツバキアンナ、漫画家、浮世絵師
- 1970年 - 室井佑月、作家
- 1970年 - マーク・パンサー、ミュージシャン
- 1970年 - パトリシア・プティボン、コロラトゥーラソプラノ歌手
- 1970年 - ケント・デザーモ、騎手
- 1971年 - 斉藤真由美、元バレーボール選手
- 1972年 - 藤田伸二、元騎手
- 1972年 - 松岡俊介、俳優
- 1973年 - 内ヶ﨑茂、コンサルタント
- 1973年 - DJ Roni、ラジオパーソナリティ
- 1974年 - 清水宏保、元スピードスケート選手
- 1974年 - コーリン・エドワーズ、オートバイレーサー
- 1976年 - 田村ゆかり、声優
- 1976年 - 万城目学、作家
- 1976年 - セルゲイ・セマク、サッカー選手
- 1976年 - 青山航士、ダンサー
- 1977年 - 范暁萱（メイヴィス・ファン）、歌手
- 1977年 - ジェームズ・ワン、映画監督、脚本家、映画プロデューサー
- 1977年 - チソン、俳優
- 1978年 - ジェームズ・ビーティー、元サッカー選手、指導者
- 1978年 - 加藤慶之、歌手
- 1978年 - 宮地眞理子、タレント、女優
- 1978年 - 宮澤崇史、サイクルロードレース選手
- 1978年 - 金子恵美、タレント、元政治家
- 1978年 - キム・ジュンヒョン、俳優
- 1979年 - myco、歌手、声優
- 1979年 - 神田義英、元プロ野球選手
- 1979年 - 平田弥里、女優
- 1979年 - のり、お笑い芸人（オテンキ）
- 1980年 - 天津飯大郎、お笑い芸人（天津）
- 1980年 - 佐藤隆太、俳優
- 1980年 - 三浦佑介、演出家、脚本家
- 1980年 - ボビー・ヴァレンティノ、歌手
- 1980年 - チェルシー・クリントン、ビル・クリントンの一人娘
- 1981年 - 横地愛、元新体操選手
- 1981年 - 石川善樹、イノベーションディレクター
- 1981年 - ジョシュ・グローバン、歌手
- 1982年 - 五十嵐浩子、声優
- 1982年 - 中村風太、俳優、モデル
- 1982年 - 笛木将也、元声優
- 1983年 - ルイス・ゴンザレス、プロ野球選手
- 1983年 - アンソニー・セラテリ、元プロ野球選手
- 1984年 - デナード・スパン、プロ野球選手
- 1984年 - スコット・マシーソン、元プロ野球選手
- 1984年 - アニバル・サンチェス、プロ野球選手
- 1984年 - 小倉誠司、ミュージシャン（flumpool）
- 1985年 - 安倍麻美、元タレント
- 1985年 - 坂元龍斗、アナウンサー
- 1985年 - ディニャル・ビリャレトディノフ、サッカー選手
- 1985年 - ジェニファー・ウェスター、フィギュアスケート選手
- 1985年 - エレーナ・リアブチュク、フィギュアスケート選手
- 1986年 - 清水まみ、漫画家
- 1986年 - ヨバニ・ガヤルド、プロ野球選手
- 1986年 - 田丸篤志、声優
- 1987年 - 立花理香、タレント、モデル、声優
- 1988年 - 横槍メンゴ、漫画家
- 1989年 - 篠原美紀、女優
- 1989年 - 清水翔太、シンガーソングライター
- 1989年 - 宮原健斗、プロレスラー
- 1989年 - 小塚崇彦、元フィギュアスケート選手
- 1989年 - 三村勇飛丸、元ラグビー選手
- 1990年 - アリーナ・マルティノワ、フィギュアスケート選手
- 1991年 - 蓮佛美沙子、女優
- 1991年 - 指宿洋史、サッカー選手
- 1991年 - KEVIN、ファッションモデル
- 1992年 - マッシモ・スタノ[9]、陸上競技選手
- 1992年 - アルチョム・グリゴリエフ、フィギュアスケート選手
- 1993年 - 森谷まりん、地下アイドル
- 1993年 - 田中太一、元プロ野球選手
- 1993年 - 小林唯、ミュージカル俳優
- 1993年 - コン・スンヨン、女優
- 1993年 - 濱矢廣大、プロ野球選手
- 1993年 - 凛、プロレスラー
- 1994年 - チェ・サンヨプ、ボーカリスト、ギタリスト（LUCY）
- 1994年 - 高橋李依[10]、声優
- 1994年 - ハナエ、歌手
- 1994年 - 竹内星菜、モデル、グラビアアイドル
- 1995年 - 藤本七海、元子役
- 1995年 - 青嶋未来、将棋棋士、チェスプレーヤー
- 1995年 - 中村航輔、サッカー選手
- 1995年 - リッキー、アイドル（TEEN TOP）
- 1996年 - 荒木美裕、ファッションモデル
- 1996年 - 小野寺太志、バレーボール選手
- 1996年 - 熊井智津子、女優、ファッションモデル
- 1996年 - 小泉萌香、女優、声優（虹ヶ咲学園スクールアイドル同好会、harmoe）
- 1996年 - テン、アイドル（NCT、WayV）
- 1997年 - 瑞季、女優、アイドル（元私立恵比寿中学）
- 1997年 - 今井日奈子、アナウンサー
- 1997年 - しにがみ、ゲーム実況者（日常組）
- 1999年 - 松本龍憲、元プロ野球選手
- 2000年 - 三浦萌、アナウンサー
- 2000年 - LUNE、アイドル、ミュージシャン（DKB）
- 2000年 - 松井蓮之、サッカー選手
- 2002年 - 浮所飛貴、アイドル、俳優（ジュニア、ACEes、元美 少年）
- 2003年 - 田中梨瑚、女優
- 2003年 - 宗山塁、プロ野球選手
- 2004年 - 本田珠由記、アイドル (≠ME)
- 2005年 - NINA、アイドル (NiziU)
- 生年不詳 - 遠藤武、声優
- 生年不詳 - 大野理絵、声優
- 生年不詳 - 河瀬詩、声優、アイドル (22/7)
- 生年不詳 - 谷口恵美、声優、ナレーター
- 生年不詳 - 御苑生メイ、声優
- 生年不詳 - 綾川りの、声優、女優
- 生年不詳 - 廣瀬武央、声優
- 生年不詳 - 三宅亜依、声優
- 生年不詳 - 神無さつき、漫画家
- 生年不詳 - こげどんぼ*、漫画家、イラストレーター
- 生年不詳 - 清水まみ、漫画家
- 生年不詳 - 杉本亜未、漫画家
- 生年不詳 - 比良賀みん也、漫画家
- 生年不詳 - 森本梢子、漫画家

### 人物以外（動物など）
- 1992年 - アブクマポーロ、競走馬（+ 2021年）
- 1992年 - ヒシアケボノ、競走馬（+ 2008年）
- 1996年 - ハルウララ、競走馬
- 2003年 - フサイチパンドラ、競走馬、繁殖牝馬（+ 2017年）
- 2019年 - スターズオンアース、競走馬

## 忌日

### 人物

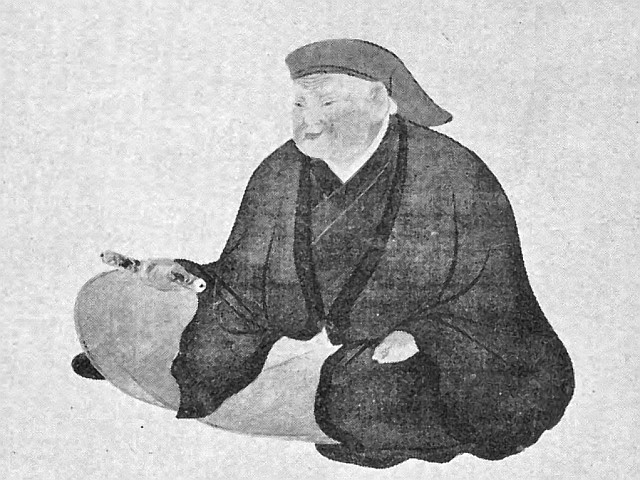
芸術家本阿弥光悦(1558-1637)没。

- 1425年 - ヴァシーリー1世、モスクワ大公（* 1371年）
- 1547年（天文16年2月8日） - 安東尋季、出羽国の戦国大名
- 1637年（寛永14年2月3日） - 本阿弥光悦、書家、芸術家（* 1558年）
- 1666年 - ルイサ・デ・グスマン、ポルトガル王ジョアン4世の妃（* 1613年）
- 1720年（享保5年1月20日） - 近衛尚子、中御門天皇の女御（* 1702年）
- 1752年（宝暦2年1月13日） - 浅野吉長、第5代広島藩主（* 1681年）
- 1795年（寛政7年1月9日） - 谷風梶之助（2代目）、大相撲力士、横綱（* 1750年）
- 1802年（享和2年1月25日） - 木村兼葭堂、文人画家、本草学者（* 1736年）
- 1822年（文政5年閏1月6日） - 式亭三馬、戯作者（* 1776年）
- 1841年（天保12年閏1月7日） - 徳川家斉、江戸幕府の第11代将軍（* 1773年）
- 1874年 - カルロス・マヌエル・デ・セスペデス、キューバの革命家（* 1819年）
- 1877年 - 西郷小兵衛、西郷隆盛の末弟（* 1847年）
- 1887年 - アレクサンドル・ボロディン、作曲家（* 1833年）
- 1906年 - サミュエル・ラングレー、天文学者、航空技術者（* 1834年）
- 1908年 - 三遊亭遊輔、落語家（* 1865年）
- 1916年 - 富田鉄之助、武士、官僚、外交官、実業家（* 1835年）
- 1936年 - イワン・パブロフ、生理学者、条件反射（パブロフの犬）の概念を開発、ノーベル生理学・医学賞受賞者（* 1849年）
- 1939年 - ナデジダ・クルプスカヤ、レーニンの妻、ボリシェビキの運動家（* 1869年）
- 1944年 - 金子直吉、実業家（* 1866年）
- 1950年 - 稲田龍吉、医学者（* 1874年）
- 1954年 - 穂積忠[11]、歌人（* 1901年）
- 1961年 - プラット・アダムス、陸上競技選手（* 1885年）
- 1961年 - 加藤春雄、プロ野球選手（* 1917年）
- 1963年 - 田谷充実、政治家、元石川県知事（* 1902年）
- 1970年 - 中谷準志、プロ野球選手（* 1918年）
- 1970年 - 福原黎三、サッカー選手（* 1931年）
- 1970年 - マリー・ディオンヌ、ディオンヌ家の五つ子姉妹の1人（* 1934年）
- 1971年 - 会田由、文学者、翻訳家（* 1903年）
- 1972年 - 吉住慈恭（4代目吉住小三郎）、長唄の唄方（* 1876年）
- 1977年 - 渡辺篤、俳優（* 1898年）
- 1977年 - ジョン・ディクスン・カー、推理作家（* 1906年）
- 1978年 - ワディム・サルマノフ、作曲家（* 1912年）
- 1980年 - 久松真一、哲学者、仏教学者（* 1889年）
- 1981年 - 蜷川虎三、元京都府知事（* 1897年）
- 1983年 - 金関丈夫、人類学者（* 1897年）
- 1983年 - 井上光貞、歴史学者（* 1917年）
- 1985年 - ヘンリー・カボット・ロッジJr.、外交官、政治家、アメリカ合衆国国連大使、元アメリカ合衆国上院議員（* 1902年）
- 1987年 - 亀井文夫、映画監督（* 1908年）
- 1989年 - コンラート・ローレンツ、動物行動学者（* 1903年）
- 1991年 - 草野大悟、俳優（* 1939年）
- 1993年 - リリアン・ギッシュ、女優（* 1893年）
- 1994年 - 藤原一生、児童文学作家（* 1924年）
- 1996年 - 稲垣史生、時代考証家、作家（* 1912年）
- 1998年 - ジョージ・ヒッチングス、薬理学者（* 1905年）
- 1998年 - 増岡重昂、実業家、増岡組・鉄鋼ビルディング社長（* 1927年）
- 1998年 - J・T・ウォルシュ、俳優（* 1943年）
- 2000年 - 小川記正、脚本家、小説家、映画プロデューサー（* 1906年）
- 2000年 - ハロルド・M・マルベイ、アメリカ合衆国コネチカット州司法長官（* 1914年）
- 2000年 - 伊賀上良平、元プロ野球選手（* 1917年）
- 2001年 - 黒澤良彦、昆虫学者（* 1921年）
- 2004年 - 遠山正瑛、農学者、園芸学者、鳥取大学名誉教授（* 1906年）
- 2004年 - ポール・スウィージー、経済学者（* 1910年）
- 2004年 - 竹内道雄、官僚（* 1921年）
- 2004年 - 網野善彦、歴史学者（* 1928年）
- 2004年 - 伴野朗、小説家、推理作家（* 1936年）
- 2005年 - 三木忠直、鉄道技術研究所技術者（* 1909年）
- 2005年 - 三木忠雄、政治家（* 1935年）
- 2005年 - 杉村升、脚本家（* 1948年）
- 2005年 - 那須博之、映画監督（* 1952年）
- 2006年 - ベネ・フェレンツ、元サッカー選手（* 1944年）
- 2008年 - 伊藤喜久蔵、ジャーナリスト、中国研究者、中日新聞東京支社記者・論説委員（* 1919年）
- 2009年 - 安藤正夫、政治家、元南足柄市長（* 1920年）
- 2010年 - 門脇俊介、哲学者（* 1954年)
- 2011年 - 石川恒夫、実業家、中京テレビ放送元社長（* 1919年）
- 2011年 - ネジメッティン・エルバカン、政治家、元トルコ首相（* 1926年）
- 2011年 - デューク・スナイダー、元プロ野球選手（* 1926年）
- 2011年 - 上田忠好、俳優（* 1933年）
- 2011年 - 前田邦男[12]、銀行家、元せとうち銀行（現もみじ銀行）頭取（* 1933年）
- 2012年 - 服部力、元プロ野球選手、元法政大学野球部監督（* 1923年）
- 2012年 - 杉山憲夫、政治家（* 1930年）
- 2012年 - 宇治みさ子、女優（* 1932年）
- 2012年 - 鈴木重晴、元陸上競技選手、メルボルン五輪代表、早稲田大学競走部監督（* 1933年）
- 2012年 - 江川潤、政治学者、中央大学名誉教授（* 1934年）
- 2012年 - 金井照久、財務官僚（* 1948年）
- 2013年 - ヴァン・クライバーン、ピアニスト（* 1934年）
- 2013年 - 克美しげる、歌手（* 1937年）
- 2014年 - 佐藤久子、教育学者、元学校法人四国大学理事長（* 1921年）
- 2014年 - 道上政男、政治家、元美作市長（* 1950年）
- 2015年 - レナード・ニモイ、俳優（* 1931年）
- 2015年 - 加世幸市、俳優（* 1951年）
- 2015年 - 後藤浩輝、騎手（* 1974年）
- 2016年 - 北野祐秀、元レスリング選手、指導者（* 1930年）
- 2016年 - 高千穂ひづる、元女優（* 1932年）
- 2016年 - 西田善夫、スポーツ評論家、元NHKアナウンサー（* 1936年）
- 2016年 - 湯田伸子、漫画家（* 1954年）
- 2016年 - ちば拓、漫画家（* 1959年）
- 2018年 - ジョ・バッタ・モラッシ、ヴァイオリン製作家（* 1934年）
- 2018年 - 増田久弥、非線形解析学者、東北大学名誉教授（* 1937年）
- 2018年 - エンリケ・カストロ・ゴンサレス、元サッカー選手（* 1949年）
- 2018年 - 平山誠、政治家、元参議院議員（* 1952年）
- 2019年 - フランス＝アルベール・ルネ、政治家、元セーシェル首相・大統領（* 1935年）
- 2019年 - ラビンドラ・アディカリ、政治家（ *1969年）
- 2020年 - コリン・グレイ、国際政治学者（* 1943年）
- 2020年 - バウディール・エスピノーザ、サッカー指導者（* 1947年）
- 2021年 - 別府隆文、実業家、元テレビ西日本社長（* 1933年）
- 2021年 - ン・マンタ、俳優（* 1952年）
- 2022年 - 安部一郎、柔道家、講道館十段（* 1922年）
- 2022年 - 稲畑汀子、俳人（* 1931年）
- 2022年 - 近藤恒夫、社会運動家、日本DARC創設者（* 1941年）
- 2022年 - 竹内敏信、写真家（* 1943年）
- 2022年 - ネッド・アイゼンバーグ、俳優（* 1957年）
- 2023年 - 伊達宗行、物理学者、大阪大学名誉教授（* 1929年）
- 2023年 - 四方修、実業家、警察官僚、元大阪府警察本部長（* 1930年）
- 2023年 - ジェラール・ラトルチュ、政治家、元ハイチ首相（* 1934年）
- 2023年 - バーニー・マッティンソン、脚本家（* 1935年）
- 2023年 - 有賀啓雄、シンガーソングライター、ベーシスト（ACRI・Far East Club Band・SANISAI）（* 1964年）
- 2024年 - 前田昌明、俳優、声優（* 1932年）
- 2024年 - リチャード・トゥルーリー、元宇宙飛行士、元アメリカ海軍軍人、元NASA長官（* 1937年）
- 2024年 - マイケル・カルバー、俳優（* 1938年）
- 2024年 - 若子内悦郎、歌手（* 1949年）
- 2024年 - 古谷光広、ミュージシャン（* 1973年）
- 2025年 - 山内ジョージ、漫画家（* 1940年）
- 2025年 - 枝元なほみ、料理研究家（* 1955年）

### 人物以外（動物など）
- 2021年 - シーザリオ、競走馬（* 2002年）

## 記念日・年中行事
- 旧約聖書（創世記8：14～17）神がノアに箱舟からでることを許された。
- 独立記念日（ ドミニカ共和国）
1844年のこの日、ドミニカ共和国がハイチから独立した[13]。
- 冬の恋人の日（ 日本）
2月14日のバレンタインデーと3月14日のホワイトデーの間に「恋人同士の絆を深める日」を設けようと、結婚カウンセラーなどが制定した日。絆の「ずな」→「づな」→「ツー・ナナ」→「27」の語呂あわせから、2月27日が選ばれた。
- Pokémon Day（ 日本）
ゲーム『ポケットモンスター』シリーズの第1作『ポケットモンスター 赤・緑』が発売された1996年2月27日を記念し、2020年に株式会社ポケモンにより制定[14]。
- 新選組の日
一部書籍やウェブサイトにおいて、1863年（文久3年）のこの日、清河八郎らと袂を分かち京都に残留することを決めた近藤勇、土方歳三、芹沢鴨らが、新選組の前身となる壬生浪士組を結成したとされている[15][16][17]。
歴史作家の山村竜也によれば、実際には2月27日に新選組に関する出来事は全く起きていない。山村は、『国史大辞典』の「新選組」の項目にある、「浪士組が2月27日に京都守護職・松平容保の支配下に入った」という誤った記述が元になっていると推測している[18]。
なお、文久3年3月13日、近藤や芹沢らが京都守護職を務めていた会津藩預かりとなり、京都に残って「壬生浪士」を名乗った。これを記念し、東京都日野市観光協会が3月13日も新撰組の日として制定している。
- 女性雑誌の日
1693年（元禄6年）のこの日、イギリス・ロンドンで世界初の女性向けの週刊誌『ザ・レディス・マーキュリー』が創刊されたことを記念[19]。